# NGC 21
NGC 21 es una galaxia espiral localizada en la constelación de Andrómeda. Tiene doble entrada en el Nuevo Catálogo General; por ello, tanto NGC 21 como NGC 29 se refieren a ella. Fue descubierto por William Herschel en 1790. Lewis Swift lo observó nuevamente en 1885.

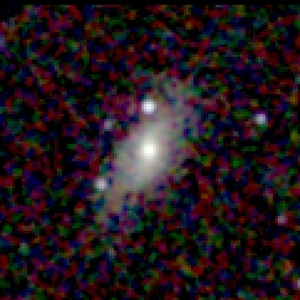
NGC 21 en infrarrojo